# Utfall
Den trycktekniska termen hittas på utfall (tryckteknik)
Ett utfall är ett begrepp inom sannolikhetsteorin, och betecknar resultatet av ett slumpmässigt försök. En samling utfall kallas för en händelse. Mängden av alla möjliga utfall i ett visst försök eller dylikt kallas utfallsrum.